# 伟士牌
偉士牌（義大利語：Vespa，意为胡蜂屬，也称韦士牌）是意大利摩托車制造商比雅久旗下的一个子品牌，主要生产踏板式两轮轻便摩托车。自其1946年诞生以来，偉士牌公司生产的摩托车一直保留着最初型号的外观特征，并保持着小巧、紧凑的特点。

## 历史

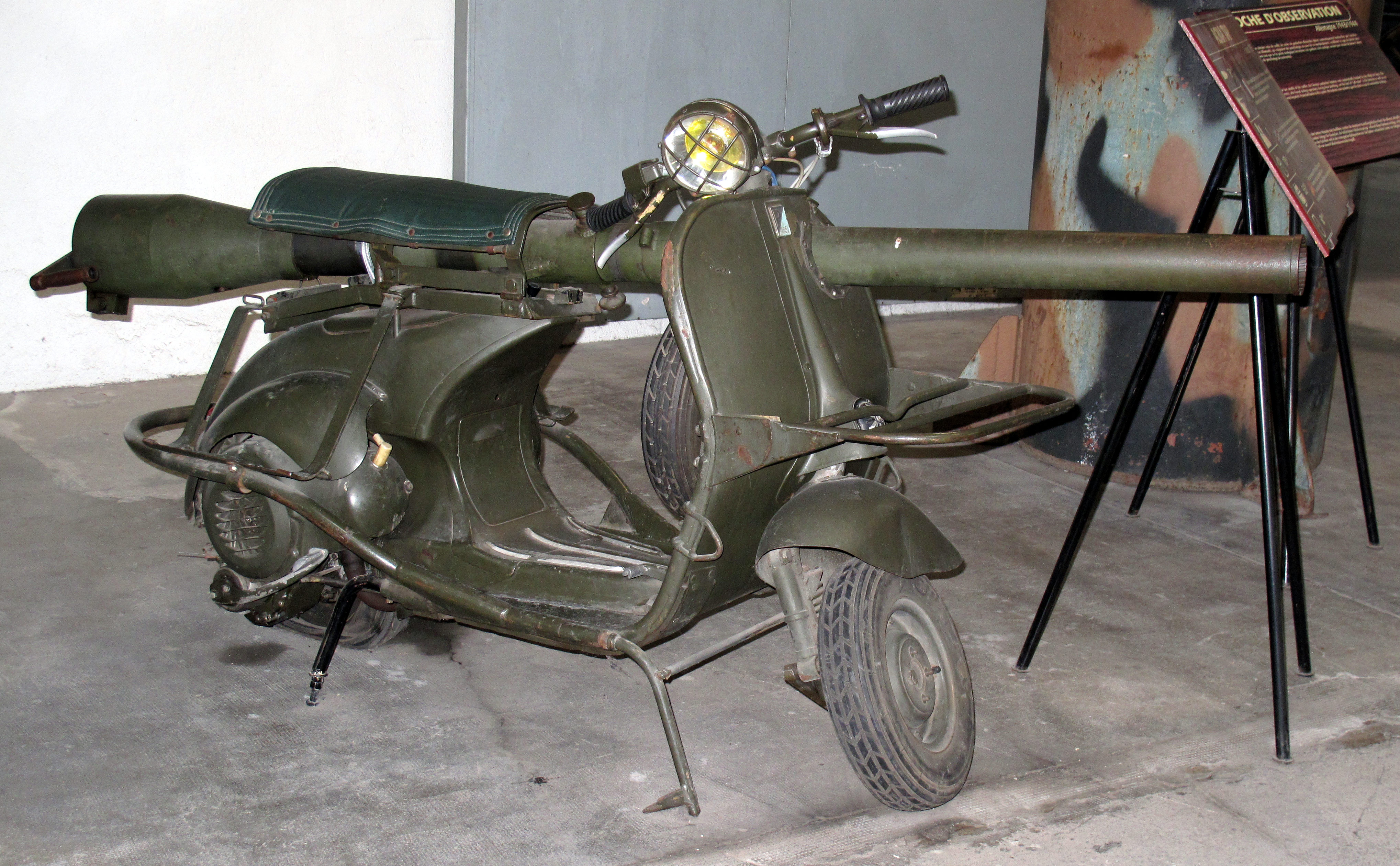
装载无后座力炮的偉士牌摩托车——偉士牌150 TAP

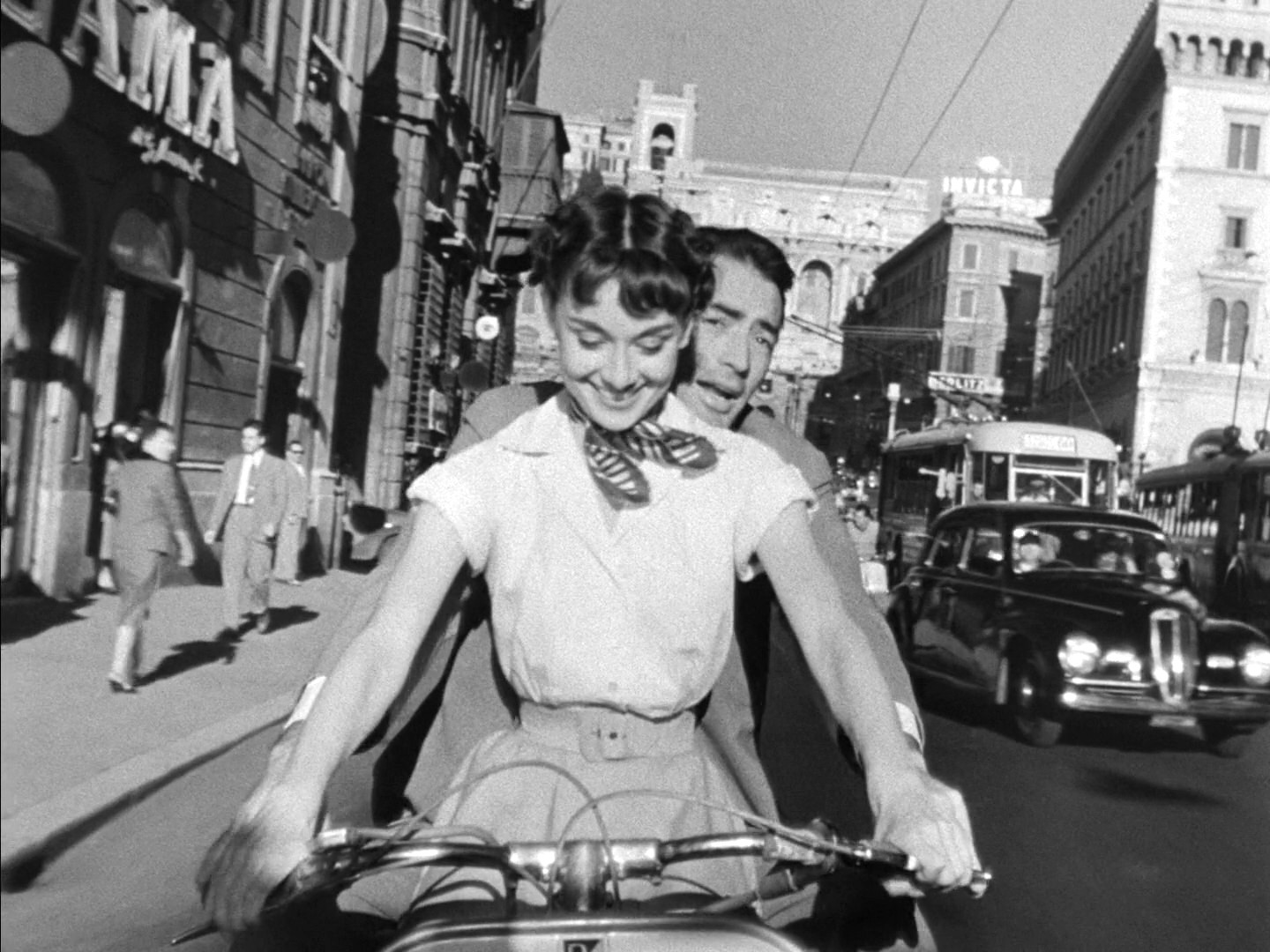
電影《羅馬假日》中男女主角騎著的偉士牌摩托車

第二次世界大战中，比亚乔公司位于蓬泰代拉的飞机制造工厂被盟军的轰炸摧毁了。比亚乔公司创始人之子恩里克·比亚乔（義大利語：Enrico Piaggio）与其兄弟继承了他的父亲的遗产后，恩里克负责重建位于蓬泰代拉的工厂。第二次世界大战结束以后，意大利的经济领域百废待兴，道路状况也非常糟糕，并不适合汽车行驶。于是恩里克计划设计一种价格便宜、能够大规模生产的摩托车作为代步工具，以取代原有的飞机制造业务。
偉士牌生产的首款摩托车的蓝本是二战中盟军伞兵使用的MP5摩托车，恩里克对这款摩托车的细节不甚满意，所以让前飞行器设计师科拉蒂诺·达斯卡尼奥（義大利語：Corradino D'Ascanio）对其重新进行设计。科拉蒂诺并不喜欢摩托车，因为他认为摩托车既笨重又不舒适，难于维护，并且裸露的链条还会把骑行者的裤脚弄脏。所以在最终的摩托车设计方案里，他把这些问题全部都解决了。新的摩托车设计于1945年底完成，原名为MP6。当恩里克看到这款摩托车时，他认为摩托车的踏脚处从侧面看起来就像是一只黄蜂纤细的腰部，所以这款摩托车就被称为“黄蜂”，而中文名称“偉士牌”则是意大利语“黄蜂（義大利語：vespa）”一词的音译。这款新设计的摩托车——型号为Vespa 98——于1946年4月问世。它搭载了98cc排量的引擎，车轮小，座位相对较大并且坐垫很舒适，引擎完全被包覆在外壳中，位于距离后轮较近的地方，前挡板很高，以防止骑行者的衣物被尘土或者烂泥弄脏。它的握把与座位之间的空间使得穿着裙子的女性在骑行时也不会感到不便。为了让更换轮胎更加方便，科拉蒂诺还摒弃了传统的车轮固定在前后车叉上的做法，转而采用类似于飞机起落架的单臂式设计。
由于它开创性的设计在当时是独一无二的，在这款摩托车初发布时，世人对它褒贬不一。但是在随后的十几年里，偉士牌摩托车的产量持续攀升，这从侧面反映出了它受欢迎的程度。1946年全年，偉士牌首款摩托车首次只生产了约2500辆。翌年，这个数字迅速地攀升到约10,000辆。1948年，偉士牌摩托车的年产量就已经达到了约20,000辆。1950年，由于授权了德国工厂生产摩托车，偉士牌摩托车的年产量继续增加，于同年达到了60,000辆的业绩。三年后，偉士牌摩托车的产量已经达到了每年约170,000辆。1956年6月，偉士牌摩托车的总产量突破一百万辆大关，仅仅四年后，这个数字就翻了一倍，达到了两百万辆。1970年，它的产量又达到了四百万辆。1988年，这个数字增加到了一千万辆。恩里克还积极地在欧洲乃至世界上的各个国家与地区建立偉士牌摩托车的销售与服务网络，使得偉士牌变成了一个世界性的品牌。
偉士牌摩托车不同型号的数量也随着时间而增长。在偉士牌摩托车的历史中，搭载有125cc、150cc、50cc等不同排量的引擎的摩托车型号相继发布。1955年，偉士牌发布了一款带挎斗的三轮摩托车型号，称做Vespa 150 Side-Car。1957年，偉士牌甚至将产品线拓展到了汽车领域，发布了Vespa 400型汽车，但是仅生产了30,000辆。1963年，Vespa 50发布，它是偉士牌最初型号的设计师科拉蒂诺设计的最后一款摩托车型号。它搭载了50cc排量的引擎，根据当时的法律规定，14岁以上的青少年无需任何牌照或驾驶执照即可以驾驶这个型号的摩托车。此外，偉士牌摩托车还在1956年生产了一款搭载M20型75mm无后座力炮的摩托车Vespa 150 T.A.P.供法国陆军使用。
偉士牌摩托车不仅在销量上创造了可观的业绩，同时也形成了与摩托车相关的文化与生活方式，这让它在历史中留下了它的一席之地。人们认为骑着偉士牌摩托车是一种自由的象征。20世纪50年代初，偉士牌俱乐部的成员数量就已经超过了五万人。1951年，超过两万名偉士牌爱好者聚集在意大利，举行了“偉士牌纪念日（英語：Vespa Day）”的活动。1953年上映的好莱坞电影《罗马假日》中，格里高利·派克饰演的小记者乔伊在罗马偶遇奥黛丽·赫本饰演的某国公主，剧中乔伊载着公主展开一场浪漫之旅时的座驾就是一辆偉士牌摩托车。随着此片在当年斩获多项奥斯卡奖，偉士牌摩托车也随之风光一时。此后，在许多电影中也出现了偉士牌摩托车的身影，例如《四重人格（英語：Quadrophenia）》、《美国风情画》、《天才瑞普利》、《102斑点狗》、《路卡的夏天》等等。除了电影中以外，偉士牌摩托车还经常出现在文学作品以及广告中。

## 产品

### 汽车
虽说速克達是偉士牌的主要产品，实际上在1958年比亚乔也生产过一种廉价汽车ACMA以对抗菲亚特，并将其归在了偉士牌的旗下。只不过这种汽车3万多台的产量同其摩托相比实在是微不足道，为此菲亚特还威胁要生产自己的摩托车。

### 摩托
从1957年至今偉士牌已经开发出了一百多个摩托车型号，这其中还包括一些限量版以及没有销售的概念产品。同最初的版本相比，1996年的ET4拥有约两万个修改并替换了近1500个部件，如今偉士牌还开发出了使用内燃机及电动机的混合动力版摩托。

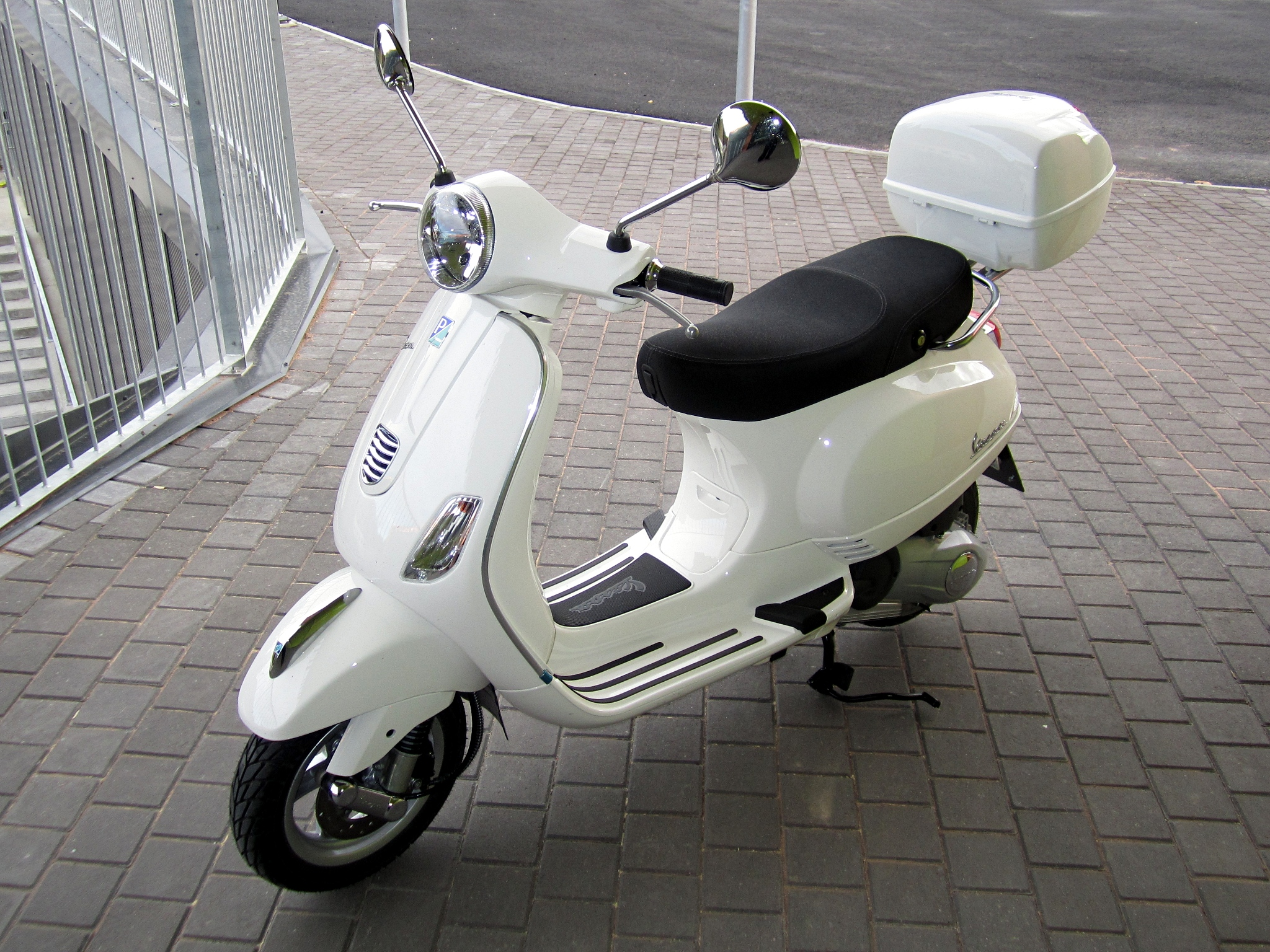
偉士牌LX150摩托车
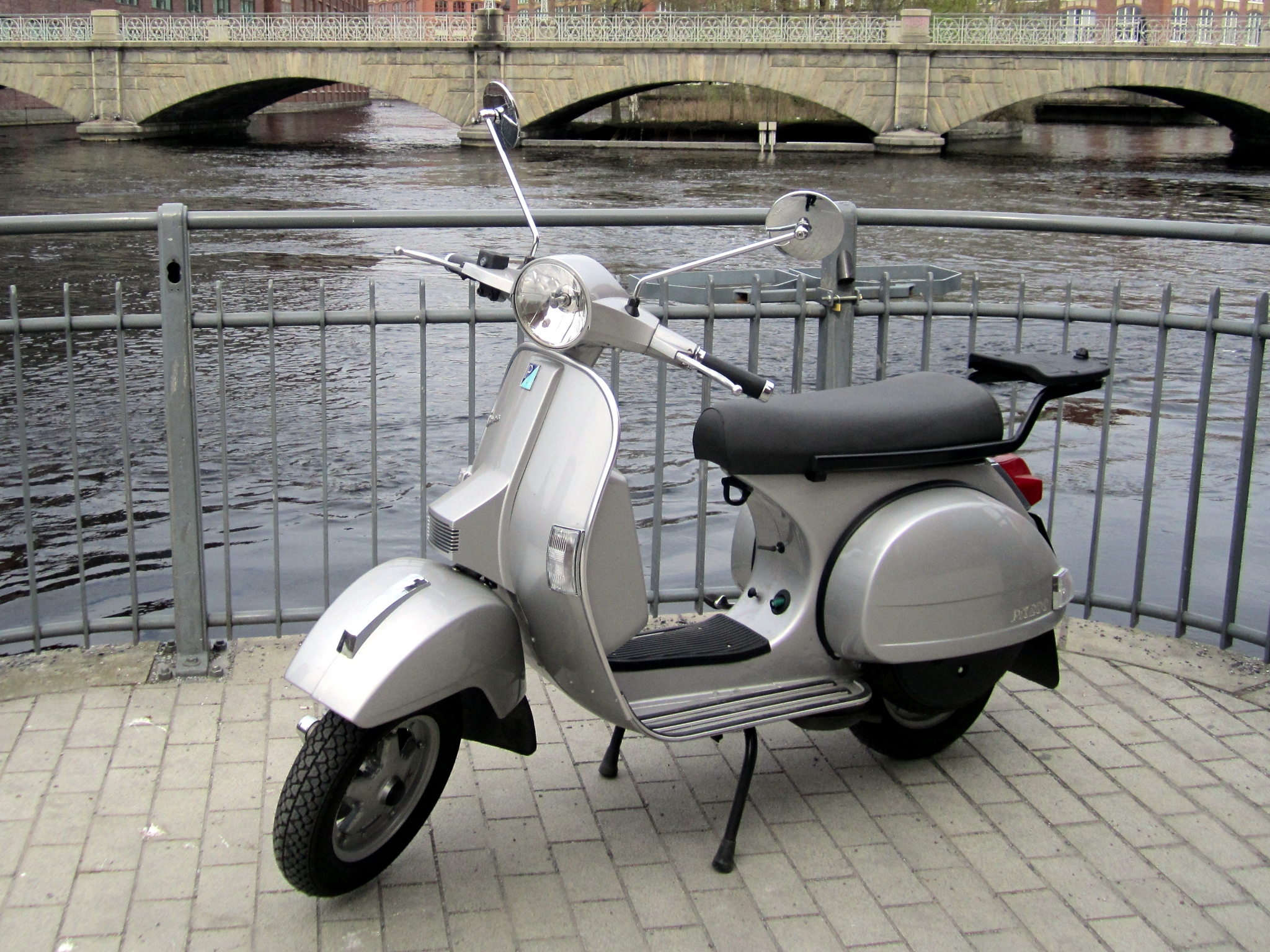
偉士牌PX200摩托车
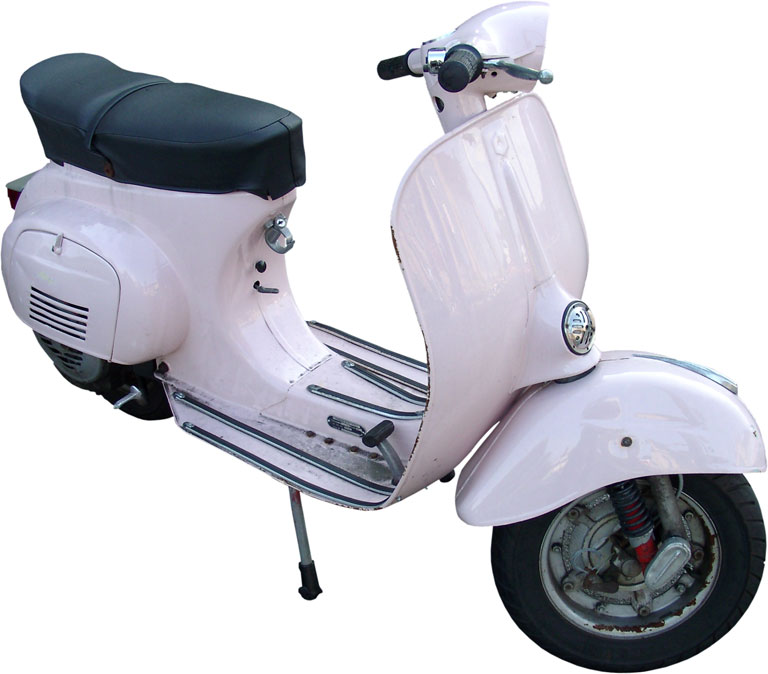
一辆白色的偉士牌

## 外部連結
- Official Vespa site （页面存档备份，存于） - models and a complete history section
- Vespa Vin Decoder （页面存档备份，存于） - guide to decoding frame and engine numbers on older Vespas
- Vespa at the Piaggio Museum the official factory museum
- Vespa at the Open Directory Project
- Dolce vita on a Vespa （页面存档备份，存于） - summary of Peter Moore（英语：Peter Moore (travel author)）'s travels in Italy on a Vespa (from The Guardian)
- Official Vespa 946 website